# Oze
Oze település Franciaországban, Hautes-Alpes megyében. Lakosainak száma 103 fő (2022. január 1.). Oze Aspres-sur-Buëch, Chabestan, Saint-Auban-d’Oze, Le Saix és Veynes községekkel határos.

## Népesség
A település népességének változása:
| Lakosok száma | 60   | 67   | 58   | 87   | 103  | 109  | 106  | 104  | 103  | 103  |
|               | 1968 | 1982 | 1990 | 2006 | 2013 | 2015 | 2017 | 2019 | 2020 | 2022 |